# ماثيو هوانغ
ماثيو هوانغ هو سباح كندي، ولد في 26 مارس 1984.